# 백설기
백설기(白―)는 쌀가루 반죽으로 만든 한국의 시루떡이다. 백편, 흰무리떡, 설기라고도 한다. 백설기는 보통 특별한 행사 날에 먹는데, 아기의 삼칠일이나 100일에 먹는다. 특히 삼칠일의 백설기는 대문 밖으로 내보내지 않고 가족 구성원끼리만 먹는 풍습이 있다. 산신제 등의 고사(告祀)에도 쓴다. 떡은 순수와 신성을 나타내는 흰색이다.

## 같이 보기
- 떡
- 무지개떡
- 시루떡
- 칠석
- 한국 요리